# Kurtizana
Kurtizana (francuski courtisan, talijanski cortigiana) je izraz kojim se opisuje žena kojoj ljubavne veze ili pružanje seksualnih usluga pripadnicima gornjeg sloja predstavlja glavni izvor prihoda i/li temelj njenog društvenog položaja.
Riječ dolazi od talijanskog izraza za dvorjanku, odnosno dvorsku damu, a počeo se rabiti u 16. stoljeću. Dvorske dame su tada, kada su brakovi vladara i drugih velikodostojnika bili motivirani politikom umjesto ljubavlju, predstavljale najprikladniji i najdostupniji oblik partnera za "ozbiljne" ili romantične ljubavne veze. S vremenom su kurtizane postale svojevrsna institucija koja je osim seksualnih pružala i druge usluge; tako se od kurtizana očekivalo da budu vješte u plesu i glazbi, odnosno dovoljno obrazovane i inteligentne da bi mogle sudjelovati u intelektualnim raspravama. Kurtizane su ponekad bile udane, ali najčešće za muškarca nižeg društvenog statusa koji je u njenim izvanbračnim vezama s društvenom elitom vidio sredstvo vlastitog napredovanja. Između kurtizana se također počela javljati hijerarhija, tako da su se kurtizane na vrhu društvene ljestvice smatrale ljubavnicama, dok one na dnu prostitutkama. 
U današnjem svijetu izraz se rabi primjerice ili kao eufemizam za eskort-dame ili elitne prostitutke.

## Vanjske poveznice
- About Courtesans: By Vatsayayana in Kamasutra  Arhivirana inačica izvorne stranice od 5. siječnja 2011. (Wayback Machine)